# Shannon Lucid
Shannon Matilda Wells Lucid dr. (Kína, Sanghaj, 1943. január 14. –) amerikai űrhajósnő.

## Életpálya
1963-ban szerzett kémiai diplomát az oklahomai Egyetemen. Biokémiából doktorált 1970-ben, megvédés 1973-ban. 1978. január 16-tól részesült űrhajóskiképzésben. A női űrhajósok közt a világűrben töltött összesített időtartamrekordot tartja, 1985 és 1996 között 5 alkalommal összesen 223 napot, 2 órát és 50 percet töltött a világűrben. Űrhajós pályafutását 2012. január 1-jén fejezte be. 2002-2003 között a NASA szakértője. 2003 szeptemberétől az űrhajózási központ repüléskoordináló ügynökség munkatársa.

## Űrrepülések
- STS–51–G küldetésfelelős, küldetés az amerikai űrrepülőgép-program 18., a Discovery űrrepülőgép ötödik repülése, Lucid első szolgálata a világűrben,
- STS–34 küldetésfelelős, az amerikai űrrepülőgép-program 31., az Atlantis űrrepülőgép ötödik repülése,
- STS–43 küldetésfelelős, küldetés az amerikai űrrepülőgép-program 42., az Atlantis űrrepülőgép  kilencedik repülése,
- STS–58 küldetésfelelős, az amerikai űrrepülőgép-program 58., a Columbia űrrepülőgép 15. repülése.
- STS–76 küldetésfelelőse/fedélzeti mérnök (ISS). Lucid a Mir űrállomáson maradt, ahol hosszú távú tartózkodása mellett a meghatározott programokat hajtotta végre. Az STS–79 fedélzetén tért vissza a Földre.